# Castro de la Mesa de Miranda

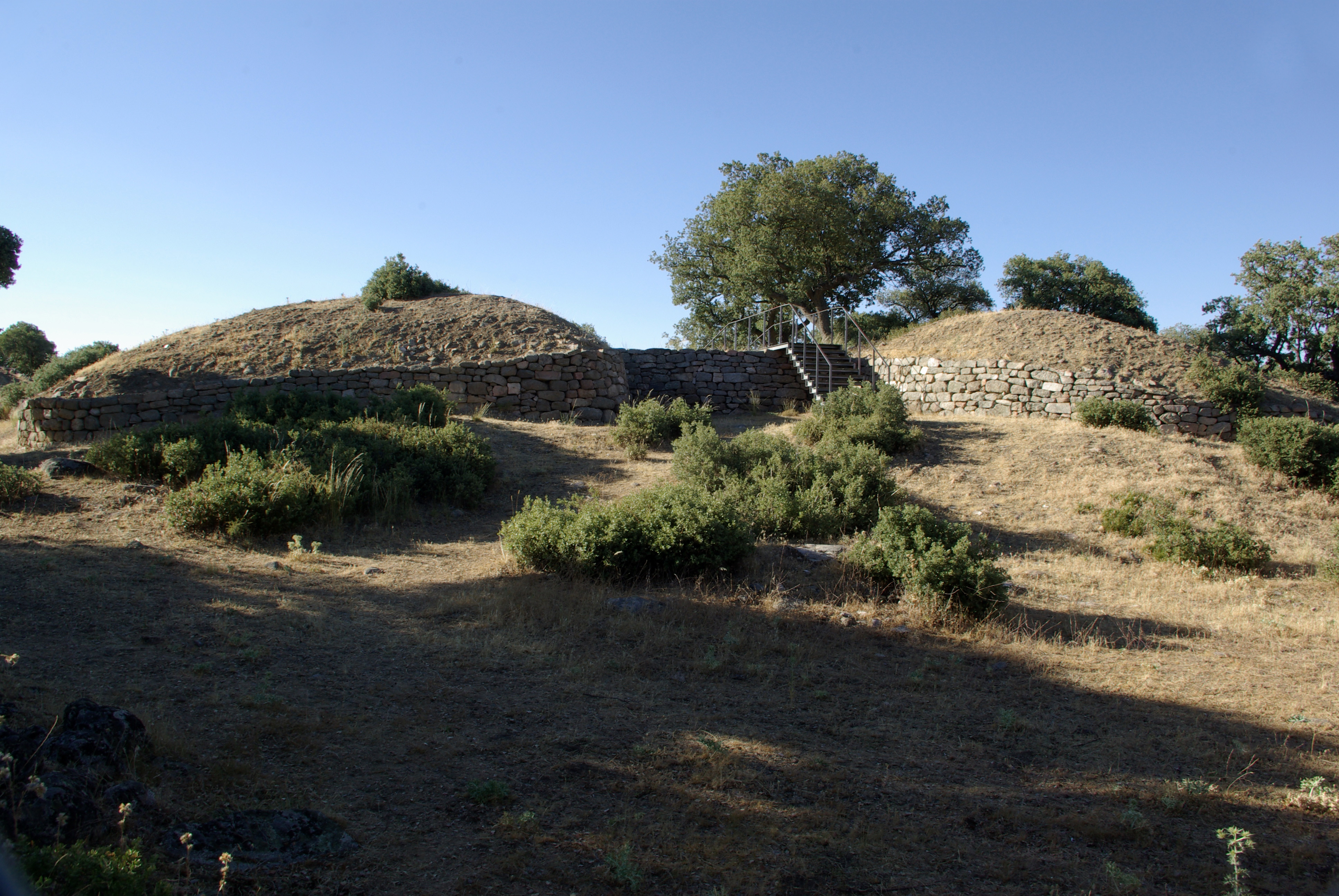
Castro de la Mesa de Miranda

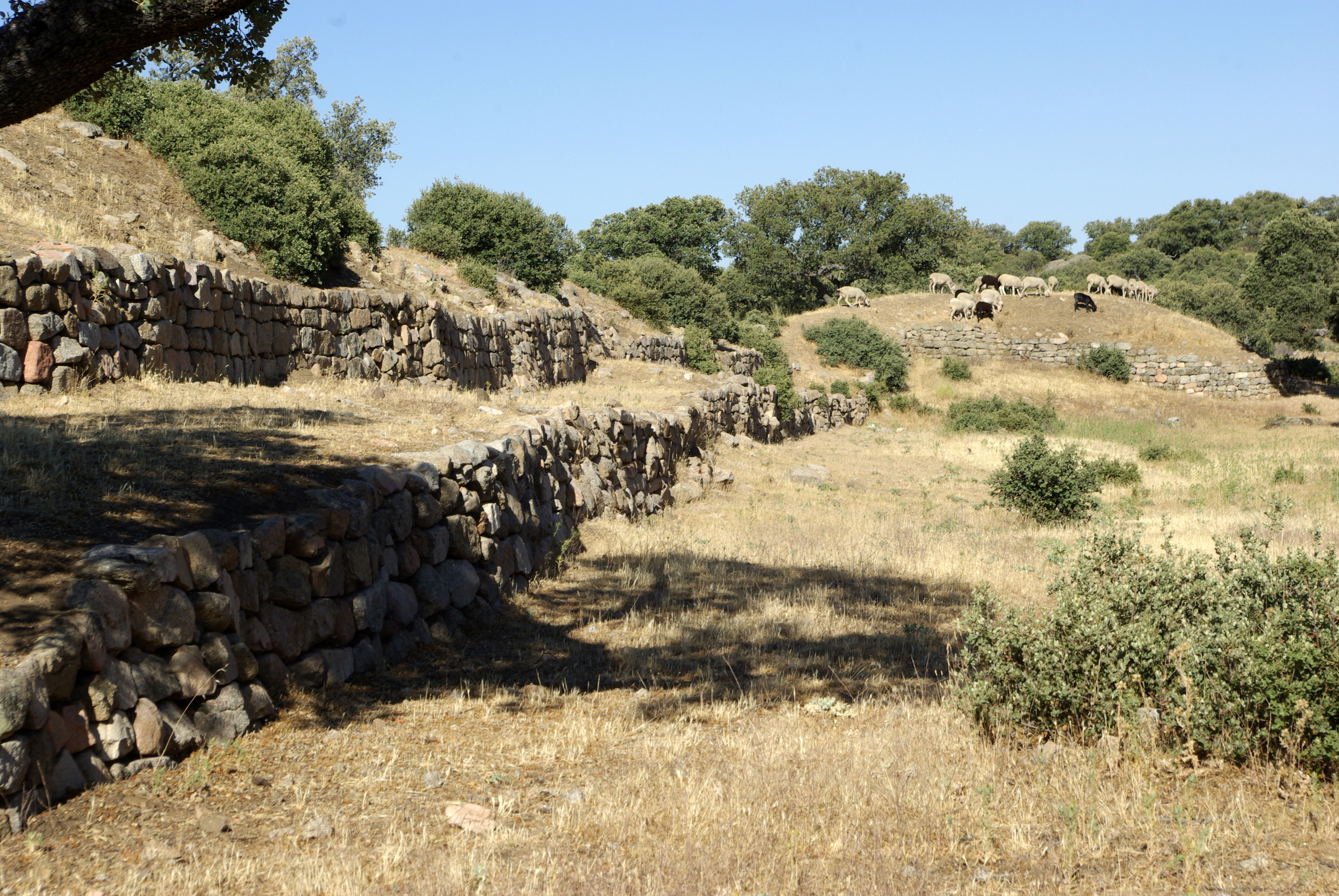
Mauern im Castro

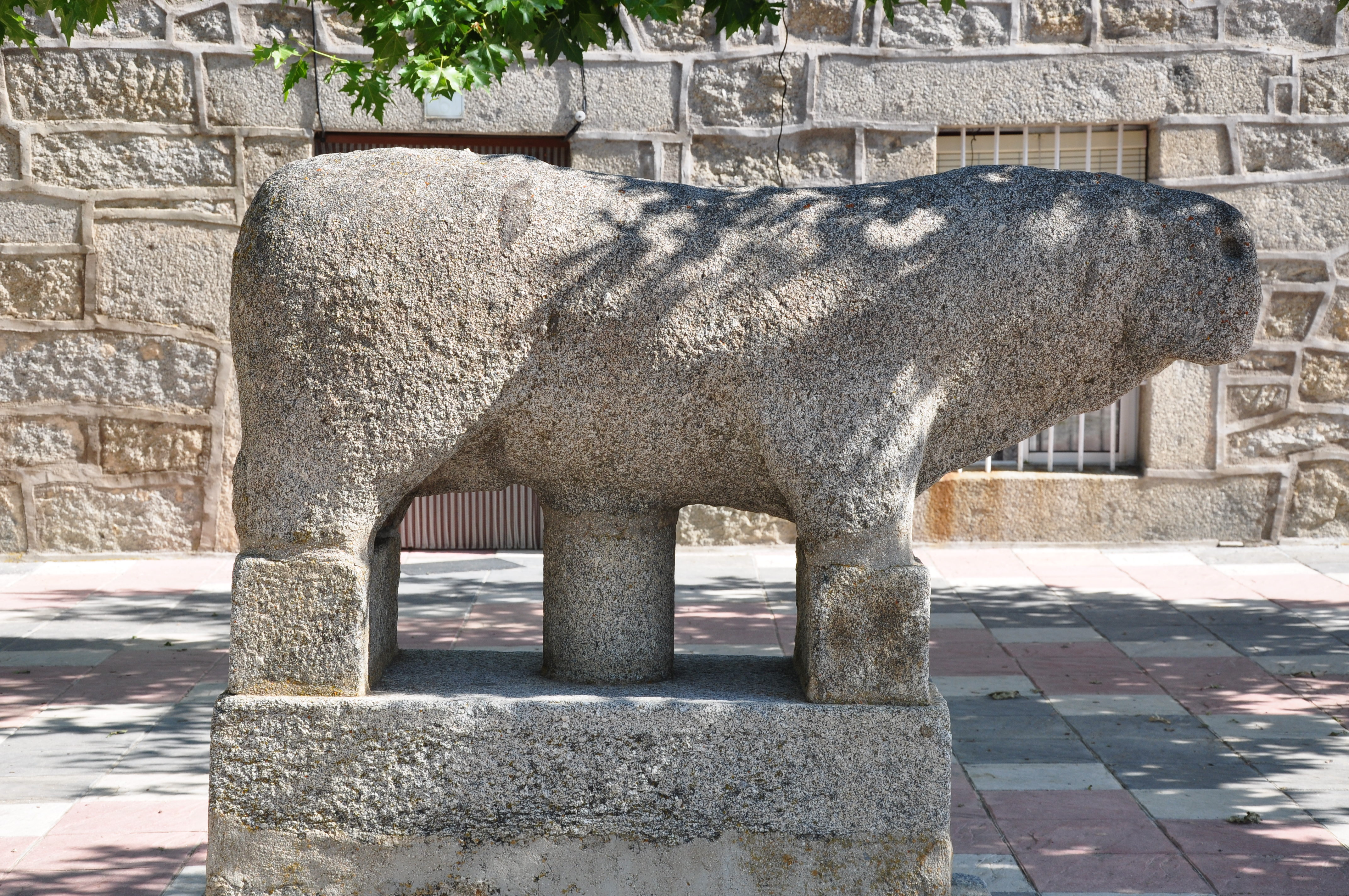
Verraco aus dem Castro (heute in Chamartín)

Die als Castro de la Mesa de Miranda bezeichnete keltische Höhenfestung wird der sogenannten Castrokultur zugerechnet und befindet sich auf dem Gebiet der Gemeinde Chamartín etwa 28 km nordwestlich der Stadt Ávila in der spanischen Region Kastilien-León.

## Geschichte
Die Stätte gehörte ab der Mitte des 1. Jahrtausends v. Chr. zum Siedlungsgebiet der keltischen Stammesgruppe der Vettonen. Spätestens nach der römischen Eroberung Spaniens verfiel sie und wurde erst in den 1930er Jahren wiederentdeckt und teilweise ausgegraben.

## Ausgrabungsstätte
Das Gebiet der Ausgrabungsstätte umfasst ca. 30 ha, wohingegen die ursprüngliche Zone nur etwa 11 ha einnahm. Diese wurde jedoch zweimal vergrößert und mit einer etwa 2,8 km langen und 5,0 m dicken Mauer umgeben in deren Vorfeld Spanische Reiter (spanisch Piedras hincadas) lagen. Es ist anzunehmen, dass auch Handwerker (Schmiede und Töpfer) in der Anlage lebten und arbeiteten. Das Vorhandensein eines Kultzentrums konnte bislang nicht festgestellt werden.

## Nekropolis
Südlich an das Castro schließt sich ein Friedhof mit bisher festgestellten 2230 Gräbern an. In einigen wurden Grabbeigaben wie Waffen und Schmuck gefunden; die meisten waren jedoch leer. Einige Grabstätten waren von kleinen Steinhügeln (tumuli) bedeckt.